# Матсьендранатх

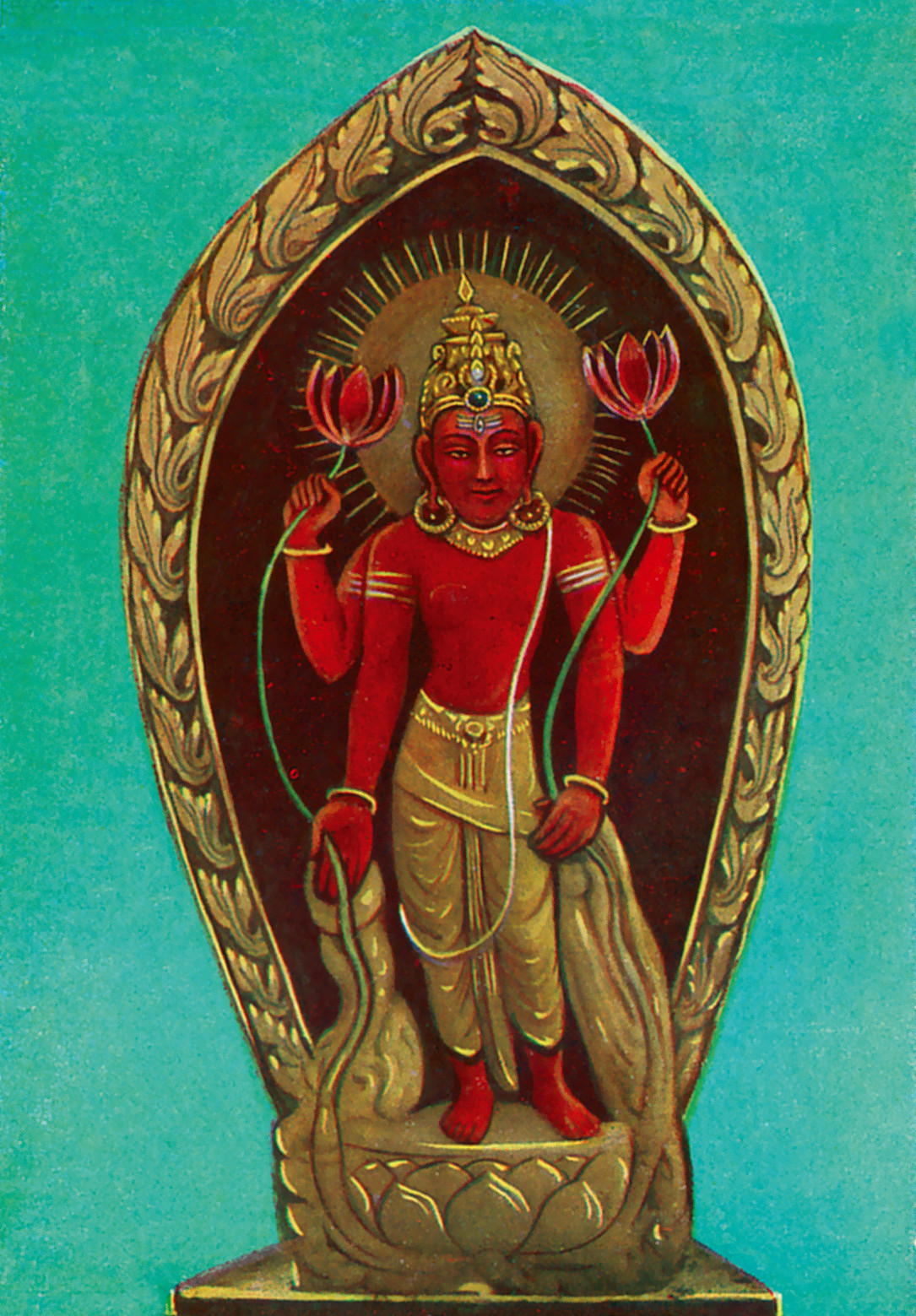
Махасиддха Матсьендранатх

Матсьендранатх (санскр. मत्स्येन्द्रनाथ, IAST: Matsyendranātha, букв. «повелитель рыбы»), или Минанатх, Маччхендранатх, Матсьендра, Маччхиндра, Минапа и т. д. — один из 84-х махасиддхов и девяти наванатхов, натха-йогин, основатель тантрической традиции йогини-каула, древний покровитель Непала, воплощение буддийского махаянского бодхисаттвы  Авалокитешвары, ученик Шивы-Адинатха и учитель Горакшанатха. Почитается как представителями индуизма (натхи, шиваиты, шактисты и другие традиции индуизма), так и в учении ваджраяны (буддизм).

## Упоминания в различных традициях
В Индии махасиддху Матсьендранатха почитают весьма широко, более всего — в пригималайском регионе и штате Махараштра.
О Матсьендранатхе говорится в текстах самых разных духовных традиций (помимо той, что была основана им самим, и натха-сампрадаи). Так, крупнейший представитель кашмирского шиваизма, философ Абхинавагупта (X век) описывает его в «Тантралоке» как "Macchand-vibhu", тем самым ставя примерно на то же место, что и Шиву. Упоминается Матсьендра и в «Мангалаштаке» Калидасы, в «Шакти-ратнакара-тантре» (как Минанатха), в «Шарара-тантре» (снова как "Минанатха", одного из 24-х капаликов), в «Хатха-йога-прадипике» Сватмарамы (как знаток хатха-йоги, от которого, наряду с Горакшанатхом, о ней и узнал Сватмарама). Святой Джнянадева, живший в XIII в., называет Матсьендранатха в числе учителей своей парампары: их список приведён в комментарии к Бхагавад-гите, написанном Джнянадевой на языке маратхи («Джнянешвари»): Адинатха, Матсьендра, Горакша, Гахини, Нивриттинанда (непосредственный гуру и старший брат Джнянадевы). Почти аналогичный список дает Бахинабаи — святая традиции варкари, последовательница поэта-санта Тукарама, также творившая на маратхи.
В Непале образ Матсьендранатха стал центральным образом значимого культа неваров долины Катманду — культа Красного Маччхиндранатха Патана и окрестностей (божества риса и плодородия, покровителя сначала местной правящей династии Малла  (XIII - XVIII века), а впоследствии и королевской династии всей страны — Шаха). В ходе формирования и развития этого культа Матсьендранатх был идентифицирован с древним сельскохозяйственным божеством (андрогинным Бунга-дэо), а к восемнадцатому веку (благодаря деятельности касты кусле, или джоги (йоги)) — и с бодхисаттвой  Авалокитешварой Падмапани, почитавшимся неварами — буддистами ваджраяны, и с тантрическим божеством Карунамайя.
По одной из версий тибетской традиции Матсьендранатх отождествляется с махасиддхой Луипой, по другой - Минапой.

## Некоторые биографические сведения
Установить точную дату и место рождения Матсьендранатха не представляется возможным, но есть достаточные основания считать, что, по крайней мере, большую часть своей жизни он прожил в начале X в., а появился на свет и достиг успеха в Чандрадвипе (дельтовом районе Бенгалии), предположительно на о. Сандвип. Большинство известных легенд о Матсьендре связывают его также с Камарупой. Древнейшие из них, изложенные в «Кауладжнянанирнае», говорят о том, что Матсьендранатх передавал в ней своё духовное учение. Это вполне возможно, даже если допустить, что «Камарупа» не аллегория, а отсылка к реально существовавшему царству. Камарупа, располагавшаяся на территории современных Ассама, Северной Бенгалии и частично Бангладеш, в X в. была крупным центром индийского  мистицизма.
Согласно южно-индийской легенде, Матсьендранат прибыл в область Мангалура вместе с принцессой из Кералы по имени Паримала или Премаладеви. Сделав её своей последовательницей, Матсиендранатх нарёк её "Мангаладеви" (санскр. - "Богиня Благословения"). После её смерти в её честь был освящён храм Мангаладеви в Боларе.

## Легенды
Предания о Матсьендранатхе, как правило, обыгрывают следующие четыре сюжета: получение йогического знания от Шивы (тот передавал его Парвати, а Матсьендра, находившийся рядом во чреве рыбы, невольно подслушал их); обретение идеального ученика — Горакшанатха; спасение Непала от вызванной Горакшанатхом двенадцатилетней засухи, вызволение Матсьендранатха Горакшанатхом из "Царства женщин".

## Тексты
Матсьендранатху приписывается авторство следующих текстов индуистской тантры: «Акулавира-тантра», «Йогавишая», «Кауладжнянанирная», «Кулананда-тантра».. Оригиналы были обнаружены профессором П. С. Бахгчи в Дарбарской библиотеке столицы Непала Катманду..
«Кауладжнянанирная» и «Кулананда-тантра» описывают различные практики, связанные с проявленным миром (кулой), а «Джняна-карика» и «Акулавира-тантра» — природу запредельной реальности (санскр. - "акула").

### «Акулавира-тантра»
Понятие "акулавира" переводится как «воин запредельного» и обозначает единую реальность, интегрирующую в себя кулу (санскр. - полноту) и акулу (санскр. - пустоту), являющуюся одновременно двойственной (санскр. - двайта) и недвойственной (адвайта). Достижение этой реальности происходит путём сахаджи и пребывания в изначально свойственном каждому человеку трансцендентном состоянии. С помощью использования литературного приема отрицания в тексте этого сочинения раскрывается сама сущность раджа-йоги и описывается «метод без метода», как наиболее прямой путь к состоянию освобождения.

### «Джняна-карика»
Текст состоит из трёх глав и по содержанию напоминает «Акулавира-тантру». В первой и второй главах говорится о том, что идущий по пути к освобождению не должен ориентироваться только на праведность, долг или религиозность, дхарму (санскр. - "долг", "закон", противопоставленную адхарме, неправедности. Необходимо же стремиться к поддержанию свободного от двойственности чистого состояния читты, ума. Такое сознание называется нирвикальпа и описывается как бескачественное, свободное от колебаний и беспокойств и от влияния трёх гун, лишённое опоры на теоретические умствования, викальпы.
В третьей главе даются правила поведения для практикующего йогу и раскрывается метафизический смысл некоторых рекомендаций. Например, спокойствие сознания следует рассматривать, как берег реки, подобный Луне. Тогда как динамическое бытие, шакти, подобно реке или же Солнцу. Данные аналогии исходят из традиционного для йоги натхов представления о том, что, когда Солнце поглощает Луну, то человек идёт к смерти, то есть проявляется разрушительное влияние неустойчивого ума. Но, одновременно, Солнце может быть и опорой для Луны, как вода для корабля. Также подробно разъяснена связь дыхания практикующего с праной и различными энергиями и необходимость уединения для практикующего.

### «Кулананда-тантра»
Текст написан в форме диалога Бхайравы (санскр. - "Ужасающий", одна из традиционных форм бога Шивы) с его женой - богиней Умой о различных практиках йоги и тантры. Описание практик дается с помощью различных символов, каждый из которых требует расшифровки посвящёнными учителями традиции. Такой стиль изложения считался секретным, защищающим знания от случайных людей. Язык таких текстов назывался сандхья-бхаша (санскр. - "сумеречный язык"). Аллегоричность этого языка должна была скрыть от профанов истинные средства и цели практик. Одной из практик является созерцание чёрного нектара внутри головы и наполнение им всего тела. Это ведёт, согласно средневековому тантрическому тексту  "Кулананда-тантре", к омоложению человека или даже к его бессмертию. Также приводится описание созерцания света размером с «один палец», находящегося в сердце и способного вместить все объекты мира.
В тексте также можно встретить описание различных чакр, которое имеет свои особенности, присущие каулической традиции, такие, как перенесение янтр (форм божеств) внутрь тела. Приводимая в тексте практика работы с биджа-мантрами, Малини, характерна для тантрической традиции. Гласные и согласные буквы санскритского алфавита, символизирующие тридцать шесть таттв, должны чередоваться определенным образом, соответствующим гирлянде букв, варна-мале, которую носит на своей шее Богиня. Таким образом достигается соединение Шивы и Шакти (санскр. - "энергия"), символизирующих здесь сознание и энергию. Перечислены и другие практики, такие как ведхана — проникновение тонкого трансцендентного сознания в чакры, дхунана, кхечари и кампана, а также самараса, как соединение всех вибраций.

## Некоторые храмы, посвященные Матсьендранатху
- Самадхи Матсьендранатха в Удджайне[28] (Индия);
- Храм Белого Мачхиндранатха в Катманду (Непал);
- Красного Мачхендранатха (непальск. (रातो) मछिन्द्रनाथ, IAST: (Rāto) Macchindranāth) в Бунгамати[29] (Непал);
- Храм Красного Мачхиндранатха в Патане[30] (Непал).